# 南高加索鐵路
南高加索鐵路（俄语：Южно-Кавказская железная дорога）是亞美尼亞的一家鐵路公司，由俄羅斯鐵路所有。俄羅斯鐵路持有南高加索鐵路100%的股權。2008年，亞美尼亞政府和俄羅斯鐵路簽訂協議，將亞美尼亞所有鐵路的經營權轉讓給南高加索鐵路，有效期為30年，在前20年內可決定是否延長10年。南高加索鐵路是亞美尼亞規模最大的五個公司之一。